# Saint-Pierre-d'Aurillac
Saint-Pierre-d'Aurillac é uma comuna francesa na região administrativa da Nova Aquitânia, no departamento da Gironda. Estende-se por uma área de 6,51 km², com 1.308 habitantes, segundo os censos de 2008, com uma densidade 200,9 hab/km².